# Lockheed Martin Stalker
Le Stalker est un drone conçu en 2006 par la division de développement Skunk Works de la société Lockheed Martin .

## Record d'autonomie
Alors que le Stalker VXE ne dispose que de 8 heures d'autonomie  , Lockheed Martin l'a modifié pour établir un record mondial de longueur de vol pour cette catégorie de drones du groupe 2 (en) (de 5 kg à moins de 25 kg) : le drone Stalker VXE a volé dans le ciel pendant 39 heures 17 minutes et 7 secondes, au Santa Margarita Ranch, en Californie, le 18 février 2022.